# Partito del Movimento Popolare
Il Partito del Movimento Popolare (in romeno Partidul Mișcarea Populară, PMP) è un partito politico rumeno fondato nel 2014 su iniziativa dell'ex presidente della Romania Traian Băsescu.

## Storia

### Fondazione
Il PMP ebbe origine dal congresso straordinario del Partito Democratico Liberale del 23 marzo 2013, quando Vasile Blaga fu nominato nuovo capo del partito battendo Elena Udrea, candidato sostenuto dal presidente della Romania Traian Băsescu. Denunciando dei brogli, nella stessa serata il capo di Stato rese noto il suo addio, affermando di non essere più disposto a sostenere il PDL, motivo per il quale si sarebbe occupato della costruzione di un nuovo progetto politico di destra. Due giorni dopo il consigliere presidenziale Cristian Diaconescu annunciò la costituzione della Fondazione Movimento Popolare, cui si iscrissero diversi collaboratori del presidente della Romania.
Tra il 20 e il 24 maggio 2013 la fondazione, in quel momento presieduta dal consigliere presidenziale Marian Preda, lanciò una consultazione online tra i propri membri riguardante la possibilità di dare vita a un partito politico di centro-destra che ne riprendesse il nome. Il 58% si espresse per la coesistenza della fondazione e del partito, il 31% per la sola presenza del partito e l'11% per il solo mantenimento della fondazione.
Nei due mesi successivi gli affiliati raccolsero 50.000 firme e il 23 luglio 2013 i membri del comitato d'iniziativa, presieduto da Eugen Tomac, presentarono al tribunale di Bucarest gli atti per la registrazione del partito politico, che fu riconosciuto ufficialmente il 29 gennaio 2014. Tomac ne fu presidente ad interim fino al primo congresso. Il simbolo del partito era una mela verde e blu.
Il 3 febbraio 2024 vari rappresentanti del PDL annunciarono in parlamento la loro iscrizione al PMP, tra i quali l'ex ministro dello sviluppo Elena Udrea, l'ex ministro della cultura Theodor Paleologu, i deputati Petru Movilă, Florin Aurelian Popescu, Adrian Gurzău, Florin Secară, Camelia Bogdănici, Ștefan Bucur Stoica e Dragoș Gunia e i senatori Andrei Voloșevici e Mihai Ciprian Rogojan. Fra gli altri membri figuravano anche l'ex ministro degli esteri Teodor Baconschi, l'ex ministro dell'istruzione Daniel Funeriu, l'europarlamentare Cristian Preda, la figlia del presidente della Romania Elena Băsescu e l'ex ministro degli esteri Cristian Diaconescu.

### Elezioni del 2014
Il primo congresso ebbe luogo il 7 giugno 2014 ed elesse quale presidente Elena Udrea, che superò con 742 voti a 209 l'avversario Daniel Funeriu. Il nuovo leader del partito annunciò anche che il PMP avrebbe candidato Cristian Diaconescu alle elezioni presidenziali dell'autunno 2014.
Nel 2014 il primo test elettorale fu quello delle europee. Il vicepresidente del PMP Cristian Preda dichiarò che a Bruxelles il partito si sarebbe battuto per rafforzare l'economia europea, garantire posti di lavoro ai rumeni, consolidare i rapporti con gli Stati Uniti, assumere una posizione ferma contro la Russia e sostenere l'ingresso della Romania nella zona euro entro il 2017. Al voto del 25 maggio il PMP ottenne il 6,2% delle preferenze e due dei 32 seggi riservati al paese. I suoi membri eletti, Siegfried Mureșan e Cristian Preda, aderirono al Gruppo del Partito Popolare Europeo. Il 12 settembre 2014, il PMP fu ammesso a pieno titolo come membro del Partito Popolare Europeo.
Nell'estate 2014 Cristian Diaconescu rinunciò alla candidatura alla presidenza della Romania. Il 19 agosto 2014 il collegio nazionale del PMP, con il solo voto contrario di Cristian Preda, nominò Elena Udrea quale candidato alle elezioni presidenziali del 2 novembre. Sul suo nome converse anche il Partito Nazionale Contadino Cristano Democratico. Il leader del PMP lanciò la propria campagna il 28 settembre con una marcia antigovernativa cui presero parte 10.000 persone. Pubblicamente sostenuta dal presidente uscente Băsescu, dichiarò che nel caso di una sua vittoria avrebbe sciolto le camere e designato un nuovo governo.
Al voto Elena Udrea rimase sotto le aspettative, ottenendo il 5%. Al ballottaggio della stessa tornata elettorale, quindi, il PMP supportò il candidato del Partito Nazionale Liberale (PNL) Klaus Iohannis, che sconfisse Victor Ponta, capo del Partito Social Democratico (PSD).
Nel mese di dicembre Cristian Preda fu espulso per le sue critiche alla leadership del partito.

### Elezioni del 2016

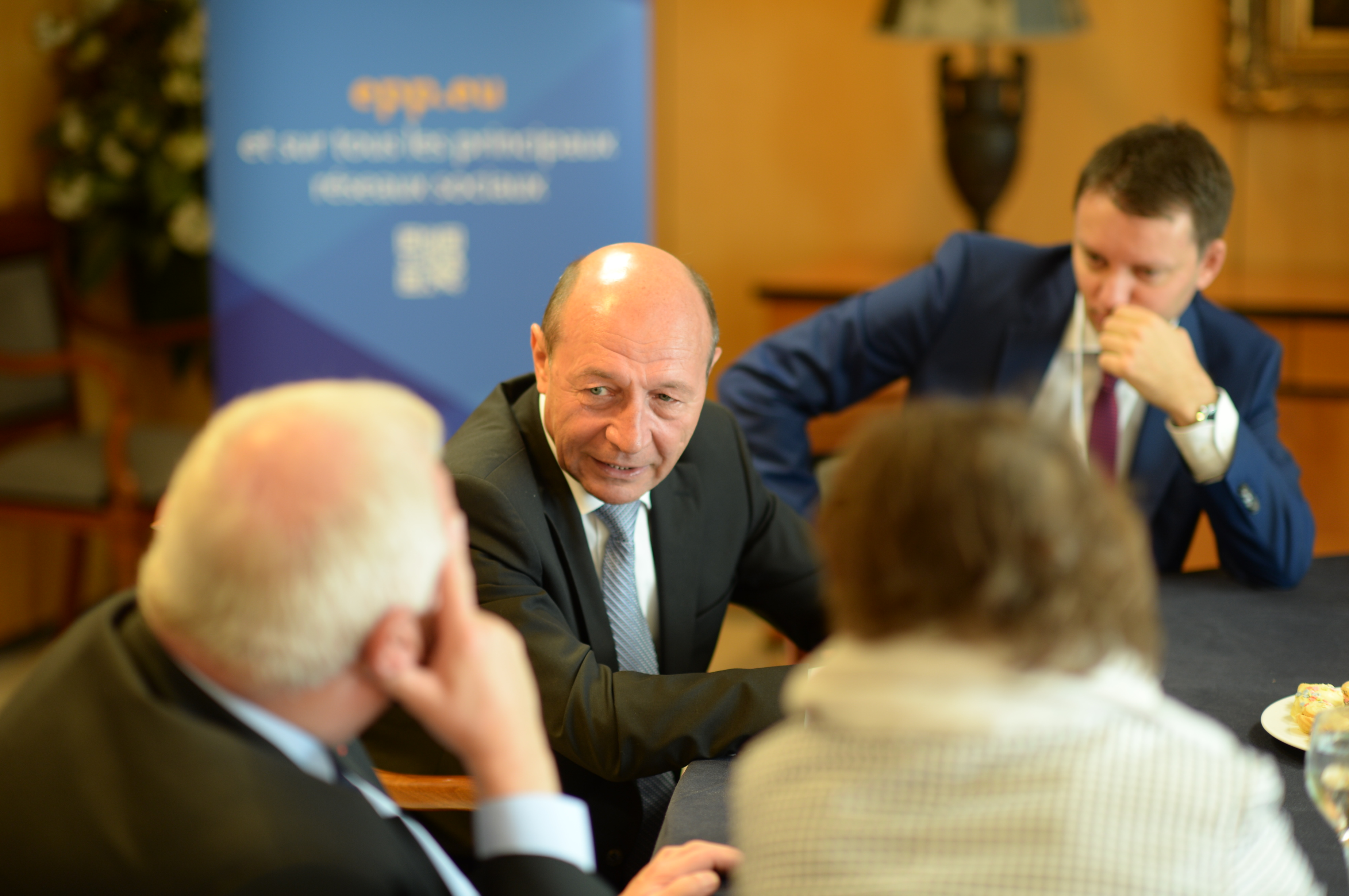
Traian Băsescu al congresso del Partito Popolare Europeo del 22 ottobre 2015.

Il 29 gennaio 2015, dopo l'avvio di un'inchiesta che la vedeva indagata per riciclaggio, Udrea si autospese dall'incarico di presidente del PMP, mentre Eugen Tomac ne prese la guida ad interim. Questi fu confermato dal congresso dell'8 febbraio 2015, al quale fu l'unico candidato alla presidenza con il documento programmatico «Romania implicata. PMP partito del cambiamento» («România implicată. PMP partidul schimbării»), che ottenne 694 voti a favore e 8 contrari.
Nel novembre 2015 PMP e ALDE furono gli unici partiti a non votare la fiducia al governo tecnico di Dacian Cioloș.
Nell'ottobre 2015 l'ex presidente della Romania Traian Băsescu si iscrisse al partito e al congresso del 24 ottobre ne fu eletto presidente con il programma «La mia Romania» («România mea»), mentre a Tomac fu assegnato il titolo di presidente esecutivo. In quel momento il PMP aveva quattro parlamentari. Il progetto di Băsescu prevedeva la formale fondazione di un nuovo partito denominato Movimento Popolare (con la rimozione del titolo di "partito"). Tale piano fu approvato dai delegati del PMP accorsi al congresso. Inoltre il gruppo avrebbe dovuto avere un logo simile a quello del Partito Popolare Europeo. La corte d'appello però respinse la richiesta di costituzione di una nuova formazione con un nome simile, cosicché il 27 marzo 2016 fu organizzato un congresso straordinario per la convalida della dirigenza del PMP in modo da ricalcare quella predisposta per il mai nato Movimento Popolare. Băsescu fu confermato presidente con 480 voti.
Alle elezioni locali del 5 giugno 2016 il PMP ottenne risultati intorno al 4%, mentre a Bucarest il candidato sindaco Robert Turcescu si fermò al 6%.
A livello parlamentare, il 12 luglio 2016 Traian Băsescu annunciò che l'Unione Nazionale per il Progresso della Romania si sarebbe fusa con il PMP. Il congresso di unificazione fu celebrato il 20 luglio 2016, mentre lo statuto del PMP fu modificato incrementando il numero dei presidenti esecutivi a due e quello dei primi vicepresidenti a quattro. In seguito a vari ricorsi in tribunale, tuttavia l'UNPR tornò in attività nel 2018.
Al voto per le elezioni parlamentari dell'11 dicembre 2016 il PMP conseguì il 5%, che gli valse 18 deputati e 8 senatori. Băsescu dichiarò che il suo partito sarebbe andato all'opposizione del governo del Partito Social Democratico.

### Elezioni del 2019 e 2020

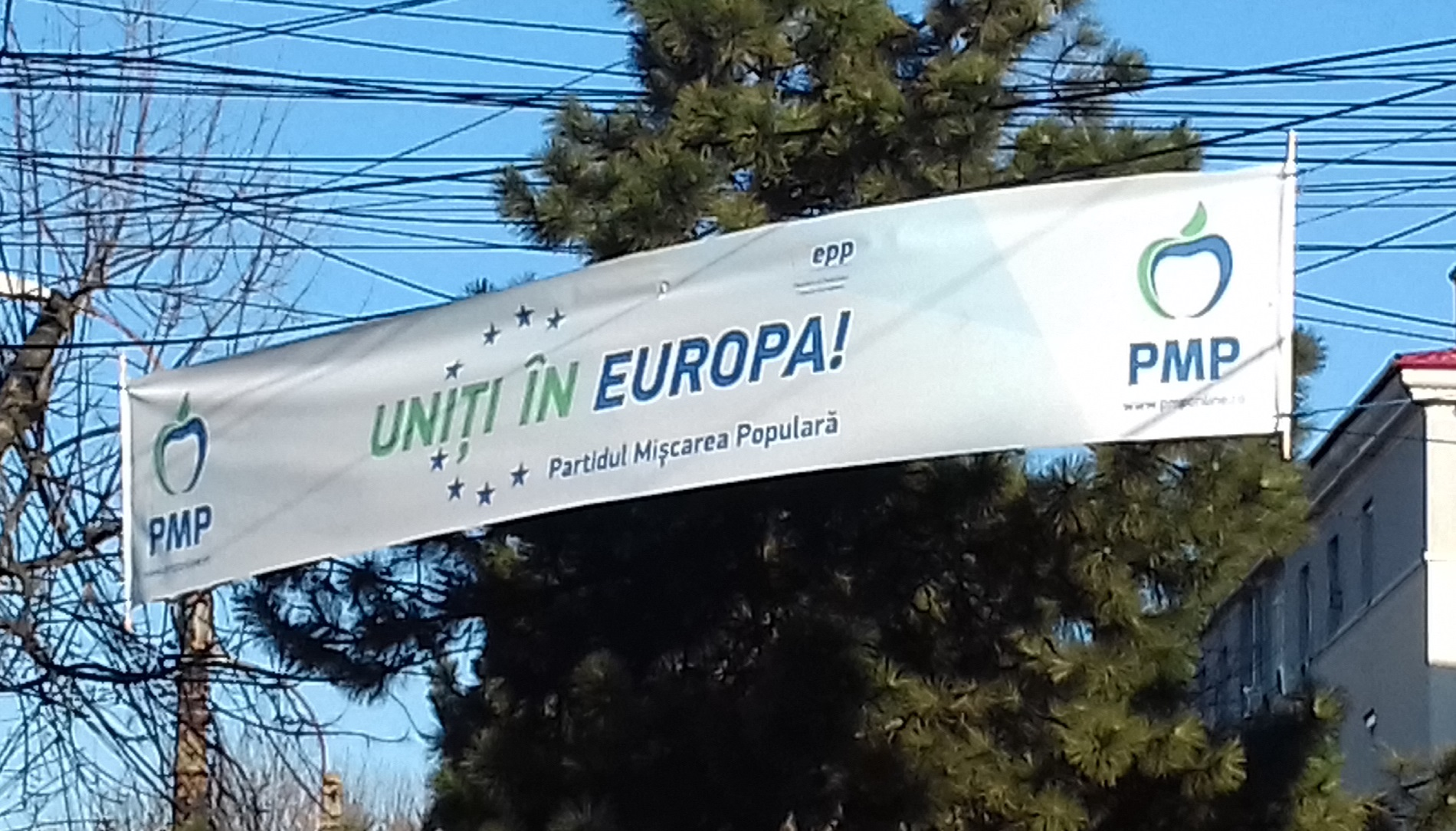
Striscione elettorale del PMP per le elezioni europee del 2019

Tra maggio e giugno 2018 il partito perse vari rappresentanti in seno alle istituzioni. Il suo unico eurodeputato Sigfried Mureșan, nonché primo vicepresidente del PMP, si iscrisse al PNL. Il gruppo parlamentare al senato si sciolse per via degli addii di Iustin Talpoș e Ion Ganea, mentre vari deputati originariamente provenienti dall'UNPR, in seguito alla fallita fusione con il PMP aderirono ad altre formazioni politiche, tra i quali il presidente esecutivo Valeriu Steriu.
Băsescu rinunciò alla presidenza del PMP in occasione del congresso del 16 giugno 2018. Eugen Tomac fu l'unico candidato per sostituirlo, mentre lo statuto fu rivisto per ridurre il numero di funzioni dirigenziali e introdurre la figura del presidente onorario, che fu assegnata a Băsescu. La mozione di Tomac «Partito del Movimento Popolare - Riunifichiamo la Romania» («Partidul Mișcarea Populară – Reîntregim România») garantiva la continuazione della linea politica avviata da Băsescu.
Alle elezioni europee del 2019 il PMP ottenne quasi il 6%, eleggendo due europarlamentari: Băsescu e Tomac.
Nell'ottobre 2019 il PMP votò al fianco degli altri partiti d'opposizione per la mozione di sfiducia che portò alle dimissioni del governo Dăncilă e poi garantì il proprio appoggio esterno al governo Orban, costituito dal solo PNL.
Nelle successive tornate elettorali si mantenne intorno al 6%. Alle presidenziali del 2019 sostenne Theodor Paleologu, che arrivò quinto. Alle elezioni locali del 2020 ottenne la stessa percentuale. A Bucarest provò la candidatura lo stesso Băsescu, che arrivò terzo con l'11% dei voti.
Nel corso della campagna elettorale per le elezioni parlamentari del 2020 il PMP si mostrò pronto a fare da ago della bilancia per consentire la formazione di un governo di coalizione con altri partiti di centro-destra, ma non riuscì a superare la soglia di sbarramento. Il PMP conseguì il 4,9% a fronte del 5% necessario per entrare in parlamento. In conseguenza del fallimento, il 9 dicembre 2020 Eugen Tomac rassegnò le dimissioni da presidente del partito, mentre Marius Pașcan ne prese il posto ad interim.

### Contrasti per la leadership
Il congresso svoltosi a Sinaia il 7 marzo 2021, elesse Cristian Diaconescu nuovo presidente del PMP. La sua mozione «Romania rispettata» («România respectată») fu votata favorevolmente da 550 delegati e respinta da 11. Fu l'unico candidato alla funzione. Inoltre il comitato esecutivo nazionale lo propose quale candidato alle elezioni presidenziali del 2024. Il congresso deliberò ufficialmente anche la rinuncia alla fusione con l'UNPR, iter che dal punto di vista legale era ancora in atto. Il nuovo statuto eliminò la funzione di presidente onorario che era ricoperta da Băsescu.
Nel corso del 2021 si realizzò un avvicinamento al PNL, tanto da avanzare l'idea di una fusione tra i due partiti. Emersero poi dei contrasti tra una parte dei membri che accusavano Diaconescu di immobilismo. Il 6 febbraio 2022 55 dirigenti del partito, tra cui 38 presidenti di filiali distrettuali, pubblicarono una lettera in cui lamentavano la mancanza di iniziative da parte della presidenza e sottolineavano che non riconoscevano alcuna possibilità di fusione con il PNL. Il giorno dopo Tomac convocò un congresso straordinario che ebbe luogo il 19 febbraio.
Eugen Tomac fu eletto ancora una volta presidente con la mozione «PMP - un nuovo inizio per una Romania cristiano-democratica» («PMP - un nou început pentru o Românie creștin-democrată»), che ottenne 421 voti a favore, 18 contrari e 17 astenuti. Diaconescu contestò in tribunale la procedura di convocazione del congresso e dichiarò che ne avrebbe organizzato un altro il successivo 26 marzo 2022. Il 23 marzo tuttavia la corrente di Tomac espulse Diaconescu dal PMP. Nel giugno 2022 il tribunale di Bucarest riconobbe la legalità dell'atto di convocazione del congresso che aveva eletto Tomac. Il conflitto giudiziario tra i due però proseguì. Mentre sia Tomac che Diaconescu si consideravano il presidente legittimo, il Partito Popolare Europeo riconosceva Tomac quale interlocutore ufficiale.
Il 25 marzo 2023 un ulteriore congresso straordinario, convocato per convalidare le alleanze politiche per il 2024, confermò Tomac alla presidenza del PMP (705 favorevoli, un contrario, due voti nulli).

### Elezioni del 2024
Nel corso del 2023 il PMP provò a rafforzarsi sul piano delle alleanze in vista delle elezioni dell'anno successivo. Il 18 dicembre 2023 fu ufficializzata la nascita della coalizione con Forza della Destra (FD) e Unione Salvate la Romania (USR), che avrebbero concorso alle europee sotto la sigla della coalizione Alleanza Destra Unita (ADU).
La coalizione conseguì risultati sotto le aspettative tanto alle elezioni locali quanto alle elezioni europee. Tomac fu uno dei tre europarlamentari di ADU eletti e il 27 giugno 2024 decise di passare dal gruppo del PPE a quello di Renew Europe, di cui facevano già parte gli alleati dell'USR.
Il 6 settembre 2024 l'USR comunicò di aver ritenuto "irragionevoli" le richieste di PMP e FD per proseguire la collaborazione e che avrebbe concorso individualmente alle elezioni parlamentari. PMP e Forza della Destra quindi scelsero di concorrere in alleanza con altri partiti minori, sotto la denominazione comune di "Forza della Destra". Ludovic Orban fu il candidato della nuova coalizione alle elezioni presidenziali. Il 18 novembre, tuttavia, nel corso della campagna elettorale questi rinunciò alla candidatura decidendo di sostenere quella del presidente dell'USR Elena Lasconi. Allo scrutinio del 1º dicembre 2024 FD conseguì il 2% dei voti, finendo sotto la soglia di sbarramento.
Il congresso straordinario del partito del 1º febbraio 2025 rielesse Tomac alla presidenza del PMP, mentre convalidò il sostegno alla candidatura dell'indipendente Nicușor Dan alla presidenza della Romania nel 2025.

## Ideologia

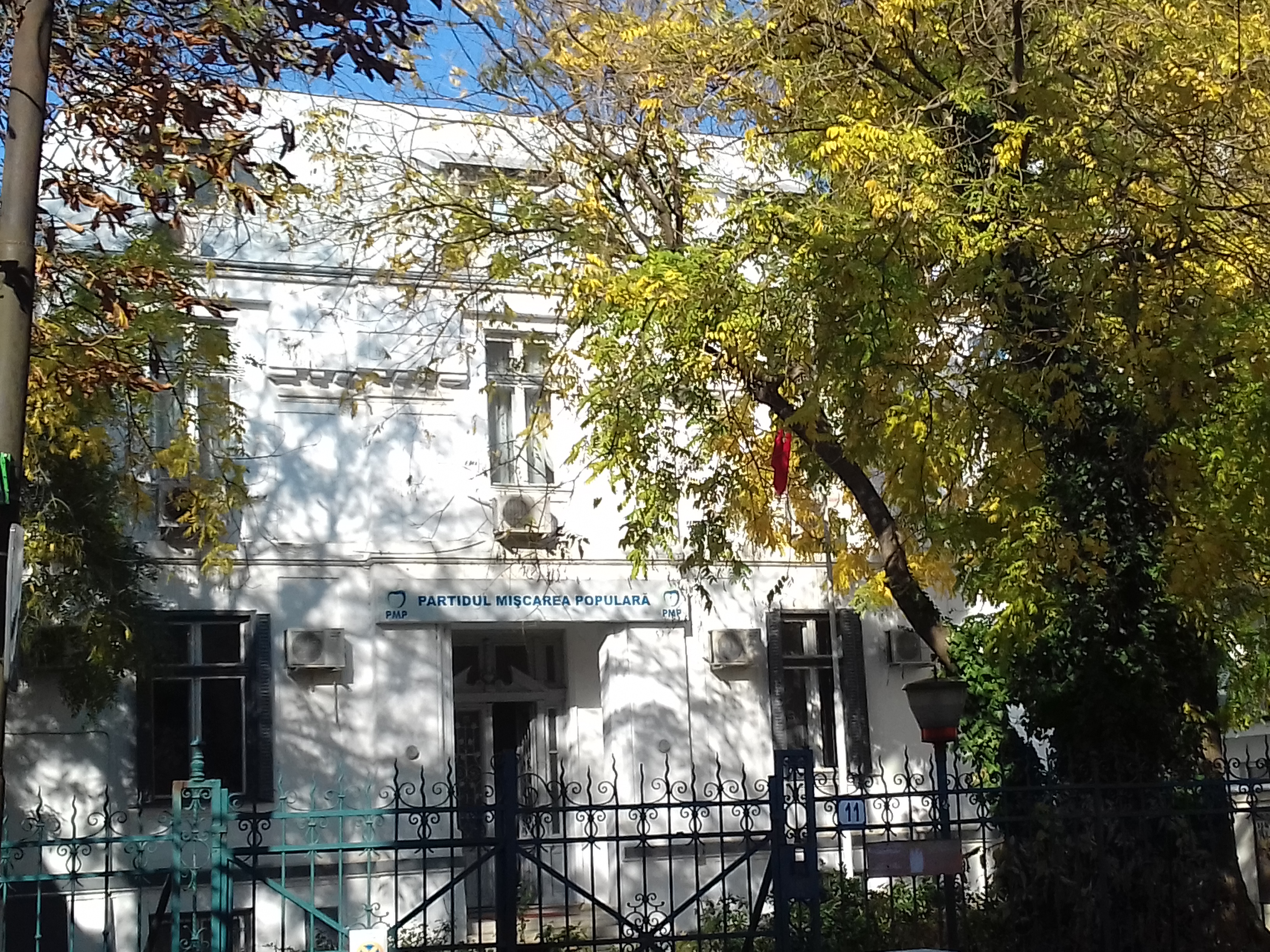
La sede del partito in Strada Nicolae Iorga a Bucarest.

Alla fondazione il PMP si autodefiniva un partito di centro-destra conservatore, democristiano e liberale. Eugen Tomac sottolineava anche gli stretti legami con l'allora presidente della Romania Traian Băsescu. Tra i suoi obiettivi, ripresi dal programma in quindici punti pubblicato nel maggio 2013 dalla precedente Fondazione del Movimento Popolare, figuravano degli assunti che facevano parte dell'agenda politica di Băsescu, quali la riduzione del numero di parlamentari a 300 e l'introduzione di un parlamento monocamerale.
Con il tempo il partito divenne più tradizionalista, opponendosi all'immigrazione verso l'Europa da parte degli stranieri, specialmente musulmani. Nel 2019 Băsescu affermò che l'eccesso del politicamente corretto aveva portato alla soppressione di manifestazioni della cristianità al solo fine di non offendere le comunità islamiche. In tal senso, secondo il rappresentante del PMP, la laicizzazione delle istituzioni era diventata una debolezza per l'Europa e per le sue origini cristiane. Il partito fu definito anche nazionalista e populista.
Un altro proposito dichiarato dal PMP fu quello del sostegno all'integrazione europea della Moldavia. Al congresso del 27 marzo 2016 Băsescu sottopose a voto l'accettazione dell'unificazione tra Romania e Moldavia quale obiettivo del partito. La proposta fu accolta all'unanimità. Nel 2018 Băsescu affermò che l'obiettivo dell'unione tra i due paesi era il progetto che avrebbe lasciato in eredità al PMP.

## Presidenti
| Presidente (Nascita–Morte)        | Immagine | Inizio mandato   | Fine mandato     | Durata              |
| --------------------------------- | -------- | ---------------- | ---------------- | ------------------- |
| Eugen Tomac (ad interim) (1981)   |          | 23 luglio 2013   | 8 giugno 2014    | 0 anni e 320 giorni |
| Elena Udrea (1973)                |          | 8 giugno 2014    | 30 gennaio 2015  | 0 anni e 236 giorni |
| Eugen Tomac (1981)                |          | 30 gennaio 2015  | 27 marzo 2016    | 1 anno e 57 giorni  |
| Traian Băsescu (1951)             |          | 27 marzo 2016    | 16 giugno 2018   | 2 anni e 81 giorni  |
| Eugen Tomac (1981)                |          | 16 giugno 2018   | 9 dicembre 2020  | 2 anni e 176 giorni |
| Marius Pașcan (ad interim) (1971) |          | 9 dicembre 2020  | 7 marzo 2021     | 0 anni e 88 giorni  |
| Cristian Diaconescu (1959)        |          | 7 marzo 2021     | 19 febbraio 2022 | 0 anni e 349 giorni |
| Eugen Tomac (1981)                |          | 19 febbraio 2022 | In carica        | 3 anni e 114 giorni |

## Nelle istituzioni

### Collocazione parlamentare
- Opposizione (2014–2019)

Governo Ponta II, Governo Ponta III, Governo Ponta IV, Governo Cioloș, Governo Grindeanu, Governo Tudose, Governo Dăncilă
- Sostegno parlamentare (2019–2020)

Governo Orban I, Governo Orban II
- Opposizione extraparlamentare (2020–)

Governo Cîțu, Governo Ciucă, Governo Ciolacu I, Governo Ciolacu II

## Risultati elettorali
| Elezione          | Elezione     | Voti    | %    | Seggi    |
| ----------------- | ------------ | ------- | ---- | -------- |
| Europee 2014      | Europee 2014 | 345.973 | 6,21 | 2 / 32   |
| Parlamentari 2016 | Camera       | 376.891 | 5,35 | 18 / 329 |
| Parlamentari 2016 | Senato       | 398.791 | 5,65 | 8 / 136  |
| Europee 2019      | Europee 2019 | 522.104 | 5,76 | 2 / 32   |
| Parlamentari 2020 | Camera       | 284.502 | 4,82 | 0 / 329  |
| Parlamentari 2020 | Senato       | 291.485 | 4,93 | 0 / 136  |
| Europee 2024      | Europee 2024 | 778.901 | 8,71 | 1 / 33   |
| Parlamentari 2024 | Camera       | 189.678 | 2,05 | 0 / 331  |
| Parlamentari 2024 | Senato       | 173.703 | 1,88 | 0 / 134  |
| 1. 2.             |              |         |      |          |

| Elezione           | Elezione | Candidato         | Voti    | %    | Esito                |
| ------------------ | -------- | ----------------- | ------- | ---- | -------------------- |
| Presidenziali 2014 | I turno  | Elena Udrea       | 493.376 | 5,20 | ❌ Non eletta/o (4º) |
| Presidenziali 2019 | I turno  | Theodor Paleologu | 527.098 | 5,72 | ❌ Non eletta/o (5º) |
| 1.                 |          |                   |         |      |                      |